# Thexder
Thexder est un jeu vidéo de type run and gun développé par Game Arts et édité par D4Enterprise, sorti en 1985 sur DOS, Mac, Amiga, Apple II, MSX, NES, PlayStation 3 et PlayStation Portable.
Il a pour suite Fire Hawk: Thexder - The Second Contact, Thexder 95, Thexder & Fire Hawk et Thexder Neo.

## Accueil
- Dragon Magazine : 4/5 (DOS, Mac)[1]